# اسکناس‌های ین ژاپن
اسکناس ین ژاپن یکی از شکل‌های فیزیکی پول در این کشور است. انتشار اسکناس ین در ژاپن برای اولین بار در سال ۱۹۷۲ میلادی صورت گرفت، یعنی دو سال پس از اینکه ین به عنوان واحد پول این کشور تعیین شد. کمترین ارزش اسمی در اسکناس‌های ین ژاپن از ابتدا تاکنون معادل ۰٫۰۵ درصد و بیشترین آن نیز ۱۰ هزار ین بوده است. 